# Élections législatives de 1993 dans la Meuse
Les élections législatives françaises de 1993 se déroulent les 21 et 28 mars 1993. Dans le département de la Meuse, deux députés sont à élire dans le cadre de deux circonscriptions.

## Élus
| Circonscription | Député sortant    | Parti | Parti    | Député élu ou réélu | Parti | Parti    |
| --------------- | ----------------- | ----- | -------- | ------------------- | ----- | -------- |
| 1re             | Gérard Longuet    |       | UDF (PR) | Gérard Longuet      |       | UDF (PR) |
| 2e              | Jean-Louis Dumont |       | PS       | Arsène Lux          |       | RPR      |

## Positionnement des partis
Les candidats d'alliance RPR-UDF et divers droite se présentent sous la bannière de l'Union pour la France et ceux du Parti socialiste derrière l'Alliance des Français pour le Progrès. Enfin, Les Verts et Génération écologie s'unissent sous l'étiquette Entente des écologistes.

## Résultats

### Résultats à l'échelle du département
| Parti          | Parti                                 | Premier tour | Premier tour | Second tour | Second tour | Sièges |
| Parti          | Parti                                 | Voix         | %            | Voix        | %           | Sièges |
| -------------- | ------------------------------------- | ------------ | ------------ | ----------- | ----------- | ------ |
|                | Union pour la démocratie française    | 26 613       | 29,28        |             |             | 1      |
|                | Divers droite                         | 9 811        | 10,79        | 0           |             |        |
|                | Rassemblement pour la République      | 8 560        | 9,42         | 22 671      | 56,92       | 1      |
|                | Union pour la France                  | 44 984       | 49,49        | 22 671      | 56,92       | 2      |
|                |                                       |              |              |             |             |        |
|                | Parti socialiste                      | 16 956       | 18,66        | 17 158      | 43,08       | 0      |
|                | Alliance des Français pour le progrès | 16 956       | 18,66        | 17 158      | 43,08       | 0      |
|                |                                       |              |              |             |             |        |
|                | Les Verts                             | 3 221        | 3,54         |             |             | 0      |
|                | Génération écologie                   | 2 167        | 2,38         | 0           |             |        |
|                | Entente des écologistes               | 5 388        | 5,93         |             |             | 0      |
|                |                                       |              |              |             |             |        |
|                | Front national                        | 9 906        | 10,90        |             |             | 0      |
|                | Divers                                | 4 625        | 5,09         | 0           |             |        |
|                | Parti communiste français             | 4 563        | 5,02         | 0           |             |        |
|                | Divers écologiste dont LT-LNÉ         | 3 197        | 3,52         | 0           |             |        |
|                | Mouvement des citoyens                | 1 268        | 1,40         | 0           |             |        |
|                |                                       |              |              |             |             |        |
| Inscrits       | Inscrits                              | 140 240      | 100,00       | 61 647      | 100,00      | 2      |
| Abstentions    | Abstentions                           | 43 701       | 31,16        | 18 669      | 30,28       |        |
| Votants        | Votants                               | 96 539       | 68,84        | 42 978      | 69,72       |        |
| Blancs et nuls | Blancs et nuls                        | 5 652        | 5,85         | 3 149       | 7,33        |        |
| Exprimés       | Exprimés                              | 90 887       | 94,15        | 39 829      | 92,67       |        |

### Résultats par circonscription

#### Première circonscription (Bar-le-Duc)
|                | Gérard Longuet sortant réélu | UDF (PR)       | 26 613 | 50,96  |  |  |  |
|                | François Dosé                | PS (ADFP)      | 9 524  | 18,24  |  |  |  |
|                | Michel Triffaut              | FN             | 5 887  | 11,27  |  |  |  |
|                | Pascal Menoux                | Les Verts (EÉ) | 3 221  | 6,17   |  |  |  |
|                | Jean-Luc Bourgeois           | Divers         | 2 827  | 5,41   |  |  |  |
|                | Noël Demange                 | PCF            | 2 085  | 3,99   |  |  |  |
|                | Ginette Gomez                | LT-LNÉ         | 1 461  | 2,8    |  |  |  |
|                | Henri Racaud                 | UÉD            | 604    | 1,16   |  |  |  |
|                |                              |                |        |        |  |  |  |
| Inscrits       | Inscrits                     | Inscrits       | 78 587 | 100,00 |  |  |  |
| Abstentions    | Abstentions                  | Abstentions    | 23 307 | 29,66  |  |  |  |
| Votants        | Votants                      | Votants        | 55 280 | 70,34  |  |  |  |
| Blancs et nuls | Blancs et nuls               | Blancs et nuls | 3 058  | 5,53   |  |  |  |
| Exprimés       | Exprimés                     | Exprimés       | 52 222 | 94,47  |  |  |  |

#### Deuxième circonscription (Verdun)
| Candidat       | Candidat                  | Parti          | Premier tour | Premier tour | Second tour | Second tour |  |
| Candidat       | Candidat                  | Parti          | Voix         | %            | Voix        | %           |  |
| -------------- | ------------------------- | -------------- | ------------ | ------------ | ----------- | ----------- |  |
|                | Arsène Lux élu            | RPR (UPF)      | 8 560        | 22,14        | 22 671      | 56,92       |  |
|                | Jean-Louis Dumont sortant | PS (ADFP)      | 7 432        | 19,22        | 17 158      | 43,08       |  |
|                | Claude Biwer              | Divers droite  | 6 178        | 15,98        |             |             |  |
|                | Jean Sivigny              | FN             | 4 019        | 10,39        |             |             |  |
|                | Claudine Becq-Vinci       | diss. RPR      | 2 499        | 6,46         |             |             |  |
|                | Daniel Mayer              | PCF            | 2 478        | 6,41         |             |             |  |
|                | Roland Giraud             | GÉ (EÉ)        | 2 167        | 5,6          |             |             |  |
|                | Jocelyne Casavecchia      | Divers         | 1 798        | 4,65         |             |             |  |
|                | Pierre Méchin             | MDC            | 1 268        | 3,28         |             |             |  |
|                | Maurice Delamarche        | diss. UDF      | 1 134        | 2,93         |             |             |  |
|                | Marie-Thérèse Barraud     | LT-LNÉ         | 1 132        | 2,93         |             |             |  |
|                |                           |                |              |              |             |             |  |
| Inscrits       | Inscrits                  | Inscrits       | 61 653       | 100,00       | 61 647      | 100,00      |  |
| Abstentions    | Abstentions               | Abstentions    | 20 394       | 33,08        | 18 669      | 30,28       |  |
| Votants        | Votants                   | Votants        | 41 259       | 66,92        | 42 978      | 69,72       |  |
| Blancs et nuls | Blancs et nuls            | Blancs et nuls | 2 594        | 6,29         | 3 149       | 7,33        |  |
| Exprimés       | Exprimés                  | Exprimés       | 38 665       | 93,71        | 39 829      | 92,67       |  |